# Tratatul de la Windsor (1386)
Tratatul de la Windsor a fost o alianță diplomatică semantă între Portugalia și Anglia pe 9 mai 1386 la Windsor și întărit solemn prin căsătoria regelui Ioan I al Portugaliei cu Filipa de Lancaster, fiica lui Ioan de Gaunt, Duce de Lancaster. După victoria din Bătălia de la Aljubarrota, în timpul căreia a primit ajutorul arcașilor englezi, Ioan I a fost recunoscut ca regele de necontestat al Portugaliei. În acest fel s-a pus capăt interregnului din 1383–1385. Tratatul de la Windsor a pus bazele unui pact de sprijin mutual între cele două țări.
Acest document este păstrat la Arhivele Naționale Portugheze.
Istoricul Matthew Winslett a afirmat că „ Acest tratat a fost piatra de temelie a relațiilor ambelor națiuni de atunci”.

## Vezi și
- Istoria Portugaliei